# Area 407
Area 407, anche conosciuto col titolo Tape 407: The Mesa Reserve, è un film del 2012 diretto da Dale Fabrigar ed Everette Wallin.
Pellicola horror statunitense girata in stile found footage su soggetto e sceneggiatura di Robert Shepyer.

## Trama
Dopo aver trascorso il Natale a New York, Trish e Jessie si imbarcano su un volo aereo che li riporti a casa, ma una forte turbolenza fa precipitare l'aereo in un'area sconosciuta nel cuore della notte.
I sopravvissuti del volo scoprono di trovarsi in un'area segreta del governo e nello stesso momento iniziano ad essere inseguiti da degli strani e aggressivi predatori che uccidono uno dopo l'altro i sopravvissuti.